# Accademia europea delle scienze
L'Accademia europea delle scienze (Inglese: European Academy of Sciences, latino: Academia Scientiarum Europaea) è un'organizzazione no-profit internazionale, volta alla promozione delle eccellenze nella scienza e nella tecnica.